# 13. ceremonia wręczenia Europejskich Nagród Filmowych
Europejskie Nagrody Filmowe 2000
Rozdanie trzynastej edycji Europejskiej Nagrody Filmowej odbyło się 2 grudnia 2000 w Théatre National de Chaillot w Paryżu. Gospodarzami gali rozdania nagród byli: Rupert Everett i Antoine de Caunes
Za Film Roku uznano  Tańcząc w ciemnościach w reżyserii Larsa von Triera.
Nagrodę za osiągnięcia życia otrzymał Richard Harris.